# Панев, Зосима Васильевич
Зосима Васильевич Панев (27 сентября 1914, Семуково, Вологодская губерния — 7 ноября 1994, Сыктывкар) — советский государственный деятель, председатель Совета министров Коми АССР (1950—1963), Председатель Президиума Верховного Совета Коми АССР (1972—1984).

## Биография
Родился в селе Семуково (ныне — в Усть-Вымском районе Республики Коми).
В 1933 году окончил педагогический техникум в Усть-Выми, потом работал учителем, директором средней школы и инспектором районного отдела народного образования в Коми-Зырянской автономной области. В 1936—1937 гг. служил в Красной Армии, позже в НКО Коми АССР. В 1939—1940 гг. — снова в Красной Армии, участник войны с Финляндией, ранен в ногу, с 1940 — активист ВКП(б), в 1940—1943 гг. — в обкоме Коми АССР, в 1943—1947 гг. — 1-й секретарь Сысольского районного комитета ВКП(б). В 1947—50 гг. — слушатель Высшей партийной школы при ЦК ВКП(б). В 1950 году — заведующий отделом Коми обкома ВКП(б). С ноября 1950 года по 21 марта 1963 года — Председатель Совета Министров Коми АССР. С 21 марта 1963 года по 20 октября 1972 года — Первый заместитель Председателя Совета Министров Коми АССР.
С 20 октября 1972 года по 18 декабря 1984 года — Председатель Президиума Верховного Совета Коми АССР. 
С декабря 1984 года — персональный пенсионер союзного значения.
Депутат Верховного Совета СССР (1954—66 гг.) от Коми АССР. Депутат Верховного Совета РСФСР от Коми АССР (1951—55 гг. и 1972—85 гг.).
Скончался 7 ноября 1994 года в городе Сыктывкаре. Похоронен на Центральном кладбище города Сыктывкара.

## Награды
- Орден Ленина (дважды, в том числе в 1945, 1957)
- Орден Отечественной войны I степени (1944)
- Орден Трудового Красного Знамени (трижды)

и 2 других ордена.